# جبل كيلود
جبل كيلود (بالإندونيسية: Gunung Kelud) هو جبل بركان طبقي الذي يقع في مقاطعة جاوة الشرقية بين ثلاثة مدن تعني مدينة كيديري ومدينة بليتار ومدينة مالانغ, 27 كم من مدينة كيديري شرقا.

## علم التشكل المورفولوجيا
هذا الجبل من نوع بركان طبقي وخصيصيته ثوران متفاجر. كما أكثر البراكن في جزيرة جاوة، أن هذا البركان تجعل من اندساس بين صفيحة هندية أسترالية وصفيحة أوراسية. من سنة 1300, حصلت الثورة البركانية بين 9-25 سنة، أصبح الخطير عند الناس.
كانت في هذا الجبل بحيرة في فوهة البركان حتى سنة 2007. بعد ثورة 2007, خرج الحمم البركانية ويزيل تلك البحيرة. لهذا الجبل ثلاث قمم، أعلى قممه فهي قمة كيلود التي تقع في شمال الشرقي من الجبل، وأما الثاني قمة غاجاهمونجكور في جهة الغرب من الجبل، والآخر قمة سومبينج جنبوبا من الجبل.

## ثوران 2014
كان الثوران في الساعة 22:50 مساء بتوقيت جاكارتا اليوم الخميس 14 فبراير 2014، ما أدى إلى إخلاء عدد كبير من السكان.

## اقرأ أيضًا
- مالانغ